# توماس بارث
توماس بارث (بالألمانية: Thomas Barth)‏ ولد بتاريخ 20 يناير 1960 في ألمانيا، هو دراج ألماني سابق. سبق أن شارك في دورة الألعاب الأولمبية الصيفية.

## روابط خارجية
- توماس بارث على موقع أرشيف الدراجات (الإنجليزية)
- توماس بارث على موقع إحصائيات الدراجات الإحترافية (الإنجليزية)
- توماس بارث على موقع أوليمبيديا (الإنجليزية)